# Nicolas Poincaré
Pour les articles homonymes, voir Poincaré.
Nicolas Poincaré, né le 31 mars 1962 à Nice, est un journaliste français de radio et de télévision.
À la radio, il a travaillé au sein des rédactions de France Inter et de France Info comme grand reporter, mais aussi en studio, pour présenter la revue de presse de France Inter ou pour animer l'émission On refait le monde, sur RTL. Il entre à Europe 1 en février 2011 pour présenter la tranche d'information du soir jusqu'en juin 2017, puis à RMC en août 2019, pour présenter une chronique dans la matinale.
À la télévision, on le retrouve successivement sur TF1 (Sept à huit) de juin 2000 à juin 2006, France 5 (C à vous) de septembre 2009 à février 2011, et de septembre 2014 à juin 2017 sur France 2 en tant que présentateur de l'émission Complément d'enquête.

## Biographie
Souffrant d'un problème de dysorthographie, Nicolas Poincaré arrête le lycée en première, et se dirige vers le journalisme. Il commence sa carrière comme journaliste stagiaire à CVS (canal vidéo stéréo) en 1985, puis à Lyon en 1987 au sein de Radio France Lyon. Il travaille ensuite au sein des rédactions de France Inter et France Info comme grand reporter. Il couvre notamment le génocide au Rwanda en 1994, les guerres en Bosnie, au Kosovo et en Tchétchénie.
En 1997 et 1998, il présente la revue de presse de France Inter.
De 2001 à 2006, il est grand reporter pour le magazine Sept à huit diffusé sur TF1. Il fait des apparitions dans les émissions de télévision Le Bateau livre sur France 5 et En aparté sur Canal+.
En août 2006, il rejoint RTL pour succéder à Pascale Clark à la présentation de l'émission de débat On refait le monde. En septembre 2009, Christophe Hondelatte reprend la tranche 18 h–20 h en semaine sur RTL, avec notamment l'émission On refait le monde.
En septembre 2009, Nicolas Poincaré quitte donc RTL et rejoint la matinale de la station France Info. Parallèlement, il est aussi chroniqueur dans l'émission quotidienne C à vous présentée par Alessandra Sublet sur France 5 entre 19 h et 20 h.

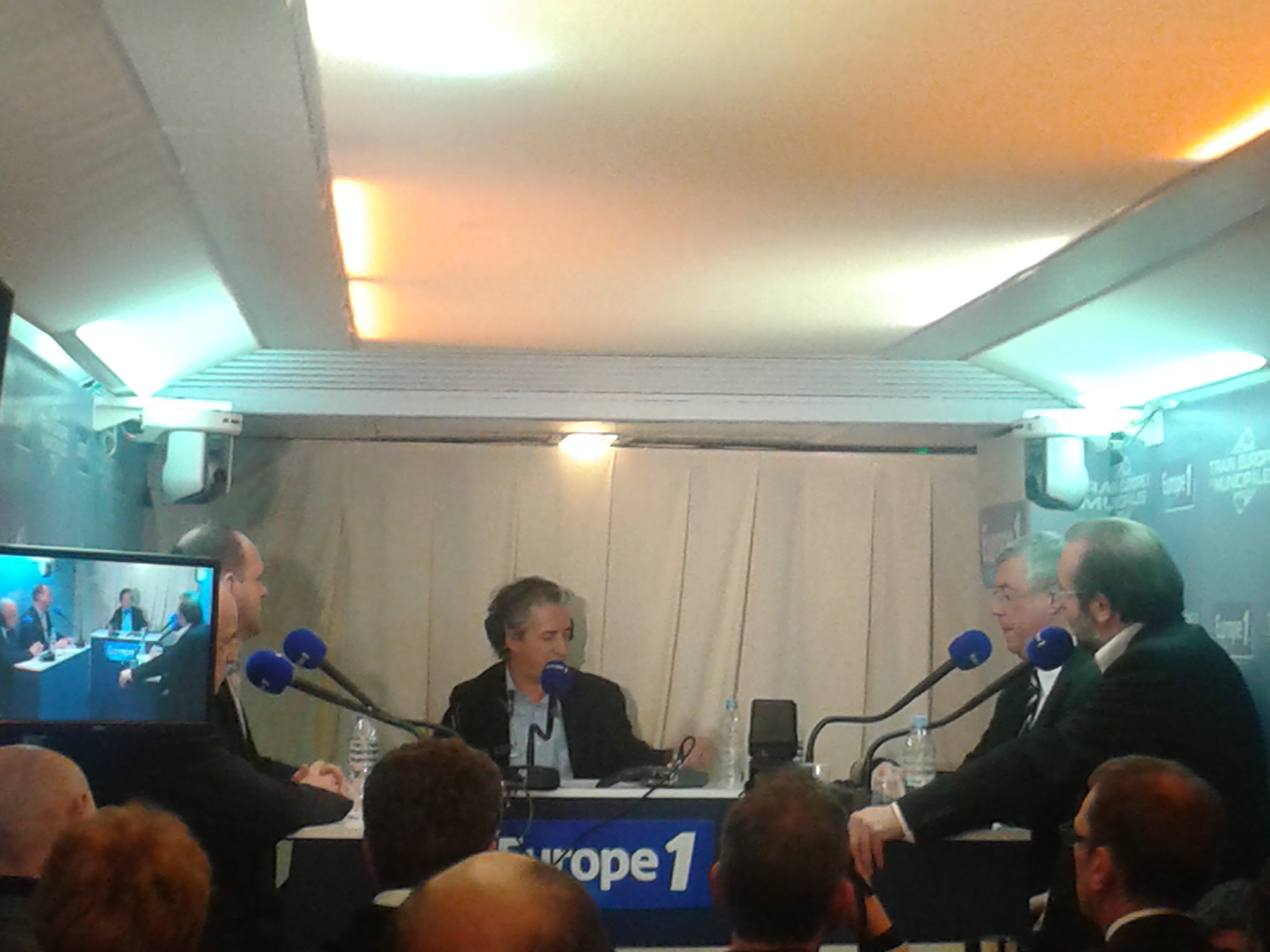
Nicolas Poincaré, présentant un débat lors d'une émission délocalisée dEurope soir à Hénin-Beaumont en 2014.

En février 2011, il quitte France Info et France 5 pour animer la tranche 18 h–20 h sur Europe 1, où il succède à Nicolas Demorand, parti prendre la tête du journal Libération. Parallèlement, au printemps 2009, il présente cinq numéros de La Grande Traque, une série de documentaires sur des criminels célèbres diffusés en deuxième partie de soirée sur France 2.
En septembre 2014, il succède à Benoît Duquesne dans la présentation de l'émission de France 2, Complément d'enquête, jusqu'à juin 2017.
Le 6 juillet 2018, Nicolas Poincaré, en poste depuis 2011, se voit notifier brusquement son départ d'Europe 1.
Le 19 août 2019, il rejoint RMC pour présenter une chronique de la matinale qui s'intitule Expliquez-nous.
Le 22 septembre 2019, il est chroniqueur de l'émission Et en même temps sur BFM TV aux côtés d'Apolline de Malherbe et d'une nouvelle chroniqueuse depuis la rentrée 2019 Eugénie Bastié.
À partir de février 2020, il présente avec Fabien Randrianarisoa le podcast hebdomadaire Expliquez-nous le monde produit par RMC traitant un fait d'actualité par le biais d'une discussion et diffusé sur les principales plateformes de streaming audio. Il quitte RMC en juillet 2024.

## Famille
Nicolas Poincaré est l'arrière-petit-fils d'Henri Poincaré (1854–1912),, mathématicien, physicien et philosophe. Il est aussi l'arrière-petit-neveu de Raymond Poincaré (1860–1934), président de la République.
Il est le second d'une fratrie de quatre enfants. Son père, François Poincaré, est un ancien militaire, qui s'engage en 1944 dans l'armée du général Leclerc avant de devenir agent de la DGSE après la guerre. Sa mère est femme au foyer.
Divorcé, il est le père de cinq enfants, dont quatre d'une première union (Antoine, Alice, Adèle, Clara). En 2009, il a un garçon (Simon) avec l'enseignante et journaliste Géraldine Muhlmann.